# Civrac-en-Médoc
Civrac-en-Médoc is een gemeente in het Franse departement Gironde (regio Nouvelle-Aquitaine) en telt 525 inwoners (2005). De plaats maakt deel uit van het arrondissement Lesparre-Médoc.

## Geografie
De oppervlakte van Civrac-en-Médoc bedraagt 18,2 km², de bevolkingsdichtheid is 28,8 inwoners per km².
De onderstaande kaart toont de ligging van Civrac-en-Médoc met de belangrijkste infrastructuur en aangrenzende gemeenten.

## Demografie
Onderstaande figuur toont het verloop van het inwonertal (bron: INSEE-tellingen).